# Karangkandri
Karangkandri is een bestuurslaag in het regentschap Cilacap van de provincie Midden-Java, Indonesië. Karangkandri telt 6911 inwoners (volkstelling 2010).